# Castignovolucris
Castignovolucris (que significa "ave del valle de Castigno") es un género extinto de avialano perteneciente al clado Enantiornithes que habitó en el Cretácico Superior de Francia. Contiene una sola especie, C. sebei, nombrada y descrita en 2023.